# چه یو جونگ
چه یو جونگ (کره‌ای: 채유정؛ زادهٔ ۹ مهٔ ۱۹۹۵) بدمینتون‌باز اهل کره جنوبی است.